# Торкент
Торкент (кирг. Торкент) — село в Токтогульском районе Джалал-Абадской области Кыргызстана. Административный центр Абды Суеркуловского айылного аймака.

## География
Село расположено в северной части области, на берегах реки Торкент, на расстоянии приблизительно 15 километров (по прямой) к востоку от города Токтогула, административного центра района. Абсолютная высота — 939 метров над уровнем моря.

## Население
Согласно оценочным данным Национального статистического комитета Кыргызской Республики, численность населения села на начало 2023 года составляла 5949 человек.
| год     | 2009 | 2014 | 2015 | 2020 | 2021 | 2023 |
| ------- | ---- | ---- | ---- | ---- | ---- | ---- |
| человек | 4326 | 5484 | 5475 | 6059 | 6198 | 5949 |